# Carayaca
Carayaca es una parroquia ubicada al oeste del estado La Guaira en Venezuela. En la influencia de la entidad, están las poblaciones menores de Tarmas y Tirima, así mismo es la parroquia más extensa del estado La Guaira.
Es un pueblo ubicado en la región costa-montaña del litoral guarénse, el mismo es perteneciente a "La Gran Caracas" y tiene dependencia a esta debido a su falta de servicios.

## Historia

### Fundación
Comenzó funcionando como asentamiento de aborígenes de la tribu Taramas o Tarmas, la palabra en el dialecto de los indios Tarmas, de filiación caribeña, significa cerca de Caracas y la forma original era Caraca-yaca. Los investigadores de la historia de Carayaca difieren en la fecha exacta de fundación de la parroquia. Guillermo Sanz dice que fue fundada conjuntamente con la población de Tarmas el día 27 de marzo de 1528 por Diego de Losada, el mismo fundador de Caracas. Otros investigadores dicen que fue creada el 6 de agosto de 1622 por Pedro J. Gutiérrez de Lugo. Daniel Benítez señala que la verdadera fundación del poblado ocurrió el 10 de marzo de 1691. Algunos historiadores indican la fundación en honor al Jefe del grupo tarmero "Carayyaco". El nombre de la ciudad principal de la parroquia es San José de Carayaca.

## Geografía

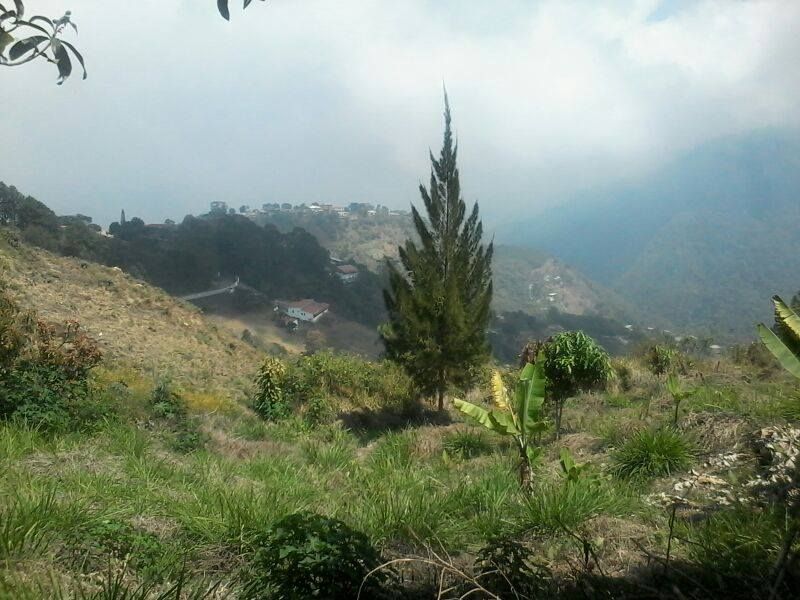
Carayaca, Municipio Vargas

Es la parroquia con mayor superficie del estado La Guaira y una de las más grandes de esta parte de Venezuela con 475 kilómetros cuadrados. Su área es superior por ejemplo a la del Municipio Libertador de Caracas. La topografía de la población es accidentada.

### Clima
El clima es muy fresco con frecuentes nieblas y relativamente lluvioso, razón por la cual es el destino turístico de muchos pobladores de la zona baja marítima calurosa y árida de la región.

### Demografía
Según estimaciones, en el año de 1997 poseía 27.864 habitantes, pero luego de la tragedia de Vargas del año 1999 la población aumentó de forma abrupta. Para el año 2001 poseía 31.409 habitantes según el Instituto de Investigaciones Económicas y Sociales la Población y Vivienda. Hay un medio de comunicación llamado Tarmas TV, que se puede sintonizar por el canal 60. Según estimaciones del Instituto nacional de Estadística tenía una población de 49.248 habitantes para finales de 2023.

## Economía
Es una parroquia agrícola y turística, con amplias superficies de laderas donde predominan las haciendas y los conucos. Su economía es fundamentalmente agropecuaria, produce frutas diversas como: aguacates, naranjas, fresas, duraznos, lechosas, café, hortalizas, carne de pavo, entre otros. 